# Sant Martin d'Entraunes
Sant Martin d'Entraunes (en francès Saint-Martin-d'Entraunes) és un municipi francès situat al departament dels Alps Marítims i a la regió de Provença – Alps – Costa Blava.

## Demografia
| 1962                                       | 1968 | 1975 | 1982 | 1990 | 1999 | 2006 |
| ------------------------------------------ | ---- | ---- | ---- | ---- | ---- | ---- |
| 167                                        | 172  | 115  | 113  | 113  | 88   | 86   |
| Des de 1962: població sense dobles comptes |      |      |      |      |      |      |

## Administració
| Període   | Identitat       | Partit |
| --------- | --------------- | ------ |
| 1945-1977 | Raoul Marchetti |        |
| 1977-1989 | Guido Fotré     |        |
| 1989-2001 | Jean Roux       |        |
| 2001-     | Bertrand Leflon |        |